# Mikuň
Mikuň (rusky Микунь) je město v Komijské republice v Ruské federaci. Při sčítání lidu v roce 2010 měla přes deset tisíc obyvatel.

## Poloha a doprava
Mikuň leží v předhůří Severního Uralu několik kilometrů severně od toku Vyčegdy, pravého přítoku Severní Dviny v úmoří Bílého moře, přičemž několik kilometrů jihovýchodně od Mikuně se do Vyčegdy z jihu vlévá Vym. Od Syktyvkaru, hlavního města republiky, je Mikuň vzdálena přibližně sto kilometrů severně.
Přes Mikuň prochází Pečorská dráha z Konoši přes Kotlas do Vorkuty, z které zde odbočují vedlejší tratě na Syktyvkar a na Koslan.

## Dějiny
Mikuň vznikla v roce 1937 při započetí výstavby tratě ze Syktyvkaru do Koslanu na místě jejího plánovaného křížení s Pečorskou dráhou. Jméno převzala od dříve existující vesničky a odkazuje k domácké formě osobního jména Nikolaj.
Od roku 1959 je Mikuň městem.

## Partnerská města
- Kotlas, Rusko